# Elisabeth Grube

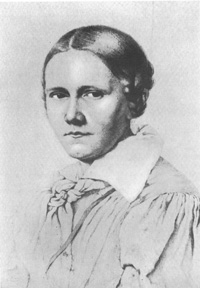
Elisabeth Grube

Elisabeth Grube (* 22. Oktober 1803 in Netphen als Elisabeth Diez; † 21. April 1871 in Düsseldorf) war eine deutsche Dichterin und Schriftstellerin.

## Leben
Elisabeth Grube wurde als Tochter des Rentmeisters Diez in Netphen geboren. Bereits als Zwölfjährige schrieb sie ihr erstes Schauspiel, das sie mit Freunden aufführte. Über ihren Bruder lernte sie Schillers Werke kennen, durch deren Lektüre sie zum Dichten animiert wurde. Einige Gedichte Elisabeth Grubes erschienen in rheinischen Unterhaltungsblättern.
In Netphen heiratete Elisabeth Diez 1822 Friedrich Wilhelm Grube, der in Kirchen bei Siegen Lehrer und Direktor eines Erziehungsinstituts war und eine Leihbibliothek leitete. Das Paar lebte ab etwa 1827 in Düsseldorf, wo Friedrich Wilhelm Grube nach einem gescheiterten Versuch, als Kolonist in Mexiko Fuß zu fassen, in die Dienste der Königlichen Regierung getreten war, und hatte zusammen zwei Töchter und drei Söhne, unter ihnen den Landschaftsarchitekten Heinrich Grube.
Elisabeth Grube verfasste Lyrik und historische Dramen. Während des Deutsch-Französischen Krieges umsorgte sie Verwundete im Lazarett. Schon zuvor hatte sie sich in den „Hungerjahren“ 1840 und 1847 für die Einrichtung einer „Suppen-Anstalt“ engagiert.
Ihr Mann starb 1845 auf der Insel Java. Nach Ostasien hatte ihn die Preußische Regierung 1843 zur Erkundung der Handelsverbindungen mit dem Kaiserreich China entsandt. Im Jahr 1848 gab sie sein Reisetagebuch heraus. Als Witwe lebte Grube lebte weiterhin in Düsseldorf, wo sie vor allem in ihren letzten Jahren einen engen Kontakt zu ihrer Schwester, der Schriftstellerin Katharina Diez hatte. Ihre Grabstätte befindet sich auf dem nördlichen Teil des Golzheimer Friedhofs.

## Werke
- Gedichte und Erzählungen. 2 Bände. Scheiner, Düsseldorf 1840.
- Liederkranz. Schreiner, Düsseldorf 1842.
- (Mit Katharina Diez) Wiesenblumen von der Sieg und Feldblumen vom Rheine. 1. uns 2. Theil. Schaub, Düsseldorf 1847.
- Friedrich Wilhelm Grube und seine Reise nach China und Indien. Funcke & Müller, Crefeld 1848. (Digitalisat)
- (Mit Katharina Diez) Gedichte. Scheitlin, Stuttgart 1857. (Digitalisat)
- Jacobe von Baden. Ein Trauerspiel in 5 Aufzügen. Schaub, Düsseldorf 1864.  (Digitalisierte Ausgabe)
- Der Schlossermeister von Düsseldorf.[1]
- Dramen. (Enth. Jacobäa von Baden, Wittekind der Sachsenherzog, Die Lützower) Schaub, Düsseldorf 1864.